# Sloup v Čechách

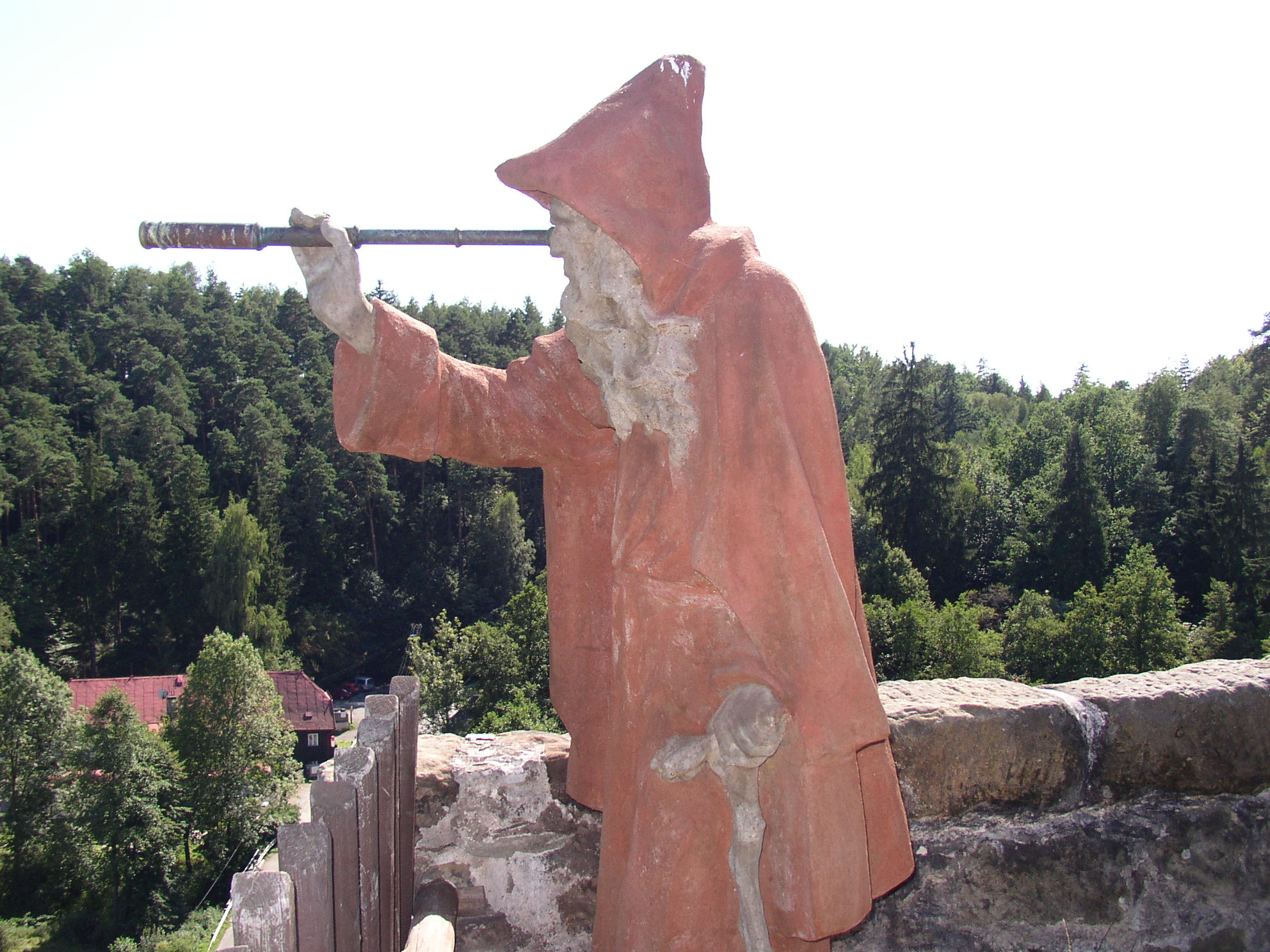
Figur eines Einsiedlers auf der Burg Sloup

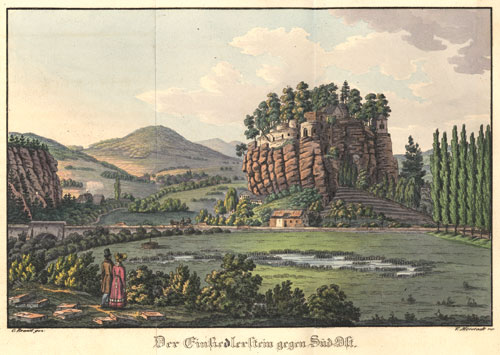
Einsiedlerstein (Ansicht von 1831)

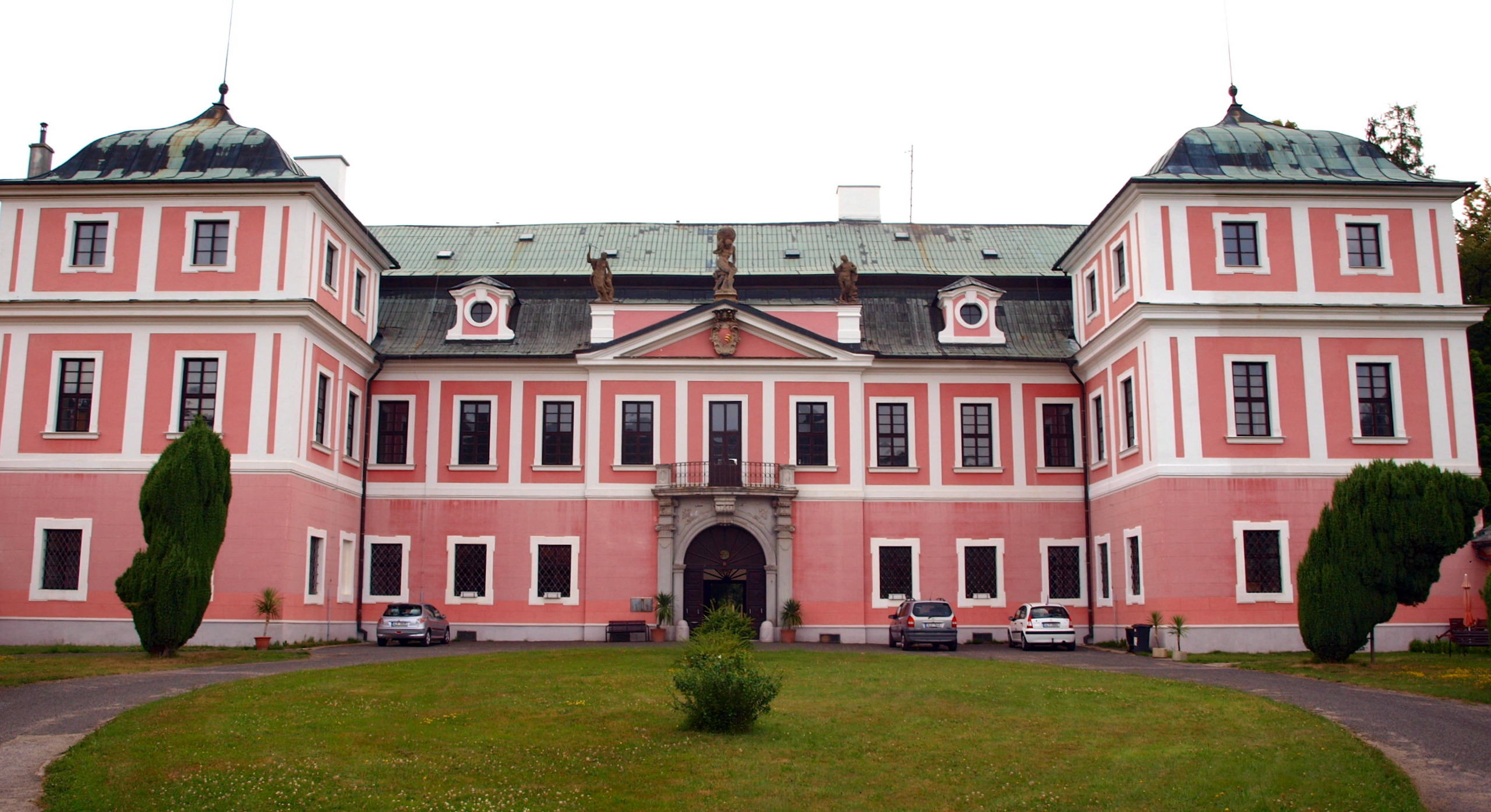
Schloss Sloup v Čechách (Bürgstein)

Sloup v Čechách (deutsch Bürgstein) ist eine Gemeinde im Okres Česká Lípa der Region Liberec im Norden von Tschechien. Sie liegt in den südlichen Ausläufern des Lausitzer Gebirges in der Bürgstein-Schwoikaer Schweiz (Skály u Sloupu a Svojkova) und etwa zwei Kilometer südöstlich von Nový Bor (Haida) im Tal des Dobranovský potok (Doberner Bach).

## Geschichte
Der Ort wurde erstmals im Jahre 1324 erwähnt. Die bedeutendste Sehenswürdigkeit des Ortes ist die Felsenburg Einsiedlerstein, die in einen einzeln stehenden Sandsteinfelsen gebaut wurde, der sich 40 Meter über dem Talboden erhebt. Die Burg stammt vermutlich aus dem späten 13. Jahrhundert. 1412 erwarb sie Hans von Warnsdorf von Heinrich Berka von Dubá. Seit 1596 ist sie unbewohnt. Im Dreisigjährigen Krieg wurde sie Jahre 1639 sie von der Schwedischen Armee zerstört. Die Burg erhielt ihren Namen von den Einsiedlern, die die Höhlen, Tunnel und Hallen im Felsen während des 18. Jahrhunderts nutzten, erweiterten und umbauten. Heute ist die Anlage für Besucher zugänglich. Im Dorf befinden sich ein Barockschloss, das 1735 fertiggestellt wurde und den Grafen Kinsky gehörte (heute Altersheim), sowie einige restaurierte Umgebindehäuser.
Wegen seiner attraktiven Lage war der Ort bereits im 19. Jahrhundert eine bekannte Sommerfrische. Zur Hebung der Anziehungskraft trug der lokale Gebirgsverein bei, dessen Mitglieder Promenadenwege in die Wälder und zu den Felsen der Umgebung des Slavíček (Slabitschken) herrichteten und dadurch viele interessante Plätze den Besuchern zugänglich machten. Am Radvanecký rybník (Brettteich, Schwalbensee) wurde eine Badeanstalt mit Schwimmschule und Bootsverleih eingerichtet. Die Gemeinde hatte damals mehr als 200 Häuser und es gab auch einige Industriebetriebe, beispielsweise eine Türkischrotfärberei und die Gesellschaft zur Herstellung von Spiegeln und Rahmen. Außerdem gab es dort eine Dampfziegelei, zwei Getreidemühlen und ein herrschaftliches Sägewerk. Verwaltungstechnisch gehörte Bürgstein ab der Mitte des 19. Jahrhunderts zum Gerichtsbezirk Haida bzw. zum Bezirk Böhmisch Leipa.
Nach dem Zweiten Weltkrieg wurden die deutschen Einwohner vertrieben, ihr Besitz wurde konfisziert. In das Dorf zogen neue Siedler aus dem böhmischen Binnenland; weil jedoch viele der früheren Industriebetriebe und Handwerksstätten eingegangen waren, mussten sie zum größten Teil zur Arbeit nach Nový Bor (Haida), Česká Lípa (Böhmisch Leipa) oder Cvikov (Zwickau in Böhmen) fahren. In Sloup blieben für kurze Zeit die Spiegelschleiferei, die Ziegelei, die Färberei und die Herstellung von Litzen und Bändern im Betrieb. Nach dem Februarumsturz 1948 wurden allmählich auch die privaten Handwerksbetriebe geschlossen, wodurch eine weitere Reihe von Arbeitsplätzen verloren ging. Die Gemeinde versuchte deswegen, zumindest den Ruf des Ortes als touristisches Erholungszentrum aufrechtzuerhalten. So entstanden im Ort viele Erholungsheime; seit Anfang der 1960er Jahre begann sich die Wochenendhaus-Bewegung zu entwickeln. Weil aber die Zahl der ständigen Bewohner immer weiter sank, wurde 1960 das benachbarte Radvanec (Rodowitz) mit dem Dorf Maxov (Maxdorf) an Sloup angeschlossen; 1981 wurde Sloup zusammen mit Janov, Maxov, Radvanec und Svojkov (Schwoika) an Nový Bor angegliedert. Zur Wiedererstehung der selbstständigen Gemeinde Sloup kam es erst 1990, wobei der Ortsteil Janov (Johannesdorf) bei Novy Bor verrblieb.
Den Charakter eines Erholungsortes hat sich Sloup bis heute erhalten können und in den 1990er Jahren wurde es als dörfliche Denkmalszone ausgewiesen. Im Cikánské údoli (Zigeunergrund) nahe beim Dorf befindet sich das Waldtheater, wo im Sommer Stücke aufgeführt werden. Die Felsen an den Berghängen von Slavíček (Slabitschken) und Šišák sind ein beliebtes Klettergebiet und Wandern.

## Persönlichkeiten
Sloup ist die Heimat
- der Bildhauerfamilie Max, die unter anderem in Prag tätig war, darunter Joseph Max (der Ältere) (1765–1838), Joseph Max (der Jüngere) (1804–1855) und dessen Bruder Emanuel Max (1810–1901).
- des Dramatikers und Herausgebers Ferdinand Břetislav Mikovec (1826–1862).